# Vụ xả súng Monterey Park 2023
Vào ngày 21 tháng 1 năm 2023, một vụ xả súng hàng loạt đã xảy ra ở Monterey Park, California, Hoa Kỳ khiến 10 người thiệt mạng và 10 người khác bị thương. Vụ xả súng đã xảy ra sau lễ đón Tết Nguyên Đán tại Star Ballroom Dance Studio gần dãy nhà 100 của Đại lộ West Garvey giao với Đại lộ Garfield, vào khoảng 10:22 chiều theo giờ Múi giờ Thái Bình Dương (UTC-8).  Tay súng đã tự sát bằng súng trong một cuộc đối đầu với cảnh sát vào ngày hôm sau. Hắn được xác định là Huu Can Tran, 72 tuổi.

## Bối cảnh
Monterey Park, California cách trung tâm thành phố Los Angeles khoảng 7 dặm (11 km) về phía đông và là một phần của Quận Los Angeles, nơi có tới 65% người Mỹ gốc Á sinh sống, và tạo nên một trong các vùng đất Trung Hoa ở Thung lũng San Gabriel. Đây là thành phố đầu tiên ở Hoa Kỳ lục địa có đa số cư dân là người gốc Á. Hàng chục ngàn người đã tập trung tại khu vực này vào đêm giao thừa cho Tết Nguyên Đán để bắt đầu lễ hội kéo dài hai ngày, một trong những lễ kỷ niệm lớn nhất ở Nam California.

## Diễn biến

### Vụ xả súng Monterey Park
Tiếng súng đã được ghi nhận tại Star Ballroom Dance Studio, một studio khiêu vũ thuộc sở hữu của người Trung Quốc gần dãy nhà 100 ở đại lộ West Garvey giao với đại lộ Garfield vào lúc 10:20 tối theo giờ PST. Ngay sau đó, tay súng đã trốn khỏi hiện trường. Sau khi lực lượng cảnh sát đến, họ cũng đã thấy nhiều người rời khỏi hiện trường. 10 người đã được đưa đến bệnh viện. Cảnh sát không rõ loại vũ khí được sử dung, nhưng theo một phóng viên, tay súng đã sử dụng một "súng lục công suất lớn". Cảnh sát trưởng Robert Luna đã miêu tả tay súng là một nam giới người châu Á một áo khoác da màu đen, đội mũ len trắng-đen và đeo kính.
Một nhân chứng giấu tên đã xác nhận với giới truyền thông rằng tay súng đã "thấy vợ mình" ở trong phòng tập nhảy và sau đó bắt đầu "bắn tất cả mọi người" trong phòng, sau đó, hắn tiếp tục bắn một số nạn nhân lần nữa khi đi xung quanh đó.

### Sự việc tại Alhambra
Một sự cố thứ hai đã xảy ra khoảng 17 phút sau vụ xả súng ở Monterey Park, cách đó khoảng 3 dặm (4,8 km) ở Alhambra. Một tay súng đã bước vào phòng khiêu vũ và studio Lai Lai tại đại lộ South Garfield. Tại đây, tay súng đã bị người trong phòng khiêu vũ đã vật lộn nhau giằng lấy một khẩu súng lục tấn công với băng đạn lớn. Tuy nhiên, không có thương tích xảy ra. Sau đó, tay súng đã bỏ trốn trên chiếc xe tải chở hàng Chevrolet Express màu trắng. Tay súng trong vụ việc này sau đó được xác định chính là kẻ chịu trách nhiệm cho vụ xả súng ở Monterey Park.

### Tay súng tự sát
Cảnh sát sau đó đã bao vây một chiếc xe tải trùng khớp với mô tả của các nhân chứng cách đó 30 dặm (48 km) tại một bãi đậu xe gần giao lộ giữa đại lộ Sepulveda và Hawthorne ở Torrance, California. Biển số xe được cho là đã bị đánh cắp. Khi các sĩ quan cảnh sát đến gần chiếc xe tải thì họ đã nghe một tiếng súng duy nhất phát ra từ bên trong. Người lái chiếc xe được tìm thấy nằm gục trên vô lăng, chết vì vết thương do súng tự gây ra. Người đàn ông này cũng đã được xác định là tay súng cho cả vụ xả súng xảy ra tại Monterey Park và sự cố tại Alhambra.

## Nạn nhân
10 người bao gồm 5 nam và 5 nữ đã thiệt mạng trong vụ xả súng. 10 người khác đã bị thương, 7 người trong số đó vẫn còn đang phải nhập viện tính đến ngày 22 tháng 1, một số người đang trong tình trạng nguy kịch.

## Hung thủ
Tay súng được xác định là Huu Can Tran, 72 tuổi, di cư từ Trung Quốc sang Hoa Kỳ. Ông ta đã gặp lại vợ cũ của mình tại Star Ballroom Dance Studio, nơi ông ấy từng gặp người vợ cũ và là khách quen thường xuyên tại đây. Cả hai đã đệ đơn ly hôn vào năm 2005. Vào thời điểm xảy ra vụ xả súng, Huu Can Tran là một cư dân trong cộng đồng người cao tuổi ở Hemet, một vùng ngoại ô khoảng 85 dặm (137 km) về phía đông của Los Angeles.

## Phản ứng
Trong quá trình truy lùng tay súng, Tổng thống Joe Biden đã chỉ thị Cục Điều tra Liên bang hỗ trợ tối đa cho chính quyền địa phương. Sau đó, ông cũng đã gửi lời chia buồn và ra lệnh treo cờ rủ tại Nhà Trắng. Thị trưởng Los Angeles Karen Bass đã gọi vụ xả súng là "tàn khốc", Thống đốc Gavin Newsom đã xác nhận ông đang "theo dõi chặt chẽ tình hình".
Theo chính quyền địa phương, ngày thứ hai của Tết Nguyên Đán ở Monterey Park đã bị hủy bỏ vì "sự thận trọng và lòng tôn kính đối với các nạn nhân". Tại các thành phố lớn khác như Thành phố New York, Miami và Los Angeles cũng đã tăng cường việc an ninh cho lễ đón Tết Nguyên Đán.